# Liste der Mitglieder der Badischen verfassunggebenden Versammlung von 1849
Diese Liste umfasst die Mitglieder der Badischen verfassunggebenden Versammlung von 1849, der Volksvertretung während der badischen Mai-Revolution 1849. Die Wahl zur Badischen verfassunggebenden Versammlung von 1849 fand am 3. Juni 1849 statt.
Vom 10. Juni 1849 bis 30. Juni 1849 wurden 14 öffentliche und eine Geheimsitzung durchgeführt. Die Sitzungen wurden in Karlsruhe abgehalten, lediglich die letzten beiden fanden in Freiburg statt, nachdem die Versammlung vor den anrückenden preußischen Truppen aus Karlsruhe geflohen war.

## Abgeordnete
| Name                             | Wahlbezirk      | Beruf                      | Wirkungsort         | Anmerkungen |
| -------------------------------- | --------------- | -------------------------- | ------------------- | --- |
| Au, Joseph                       | III. + II.      | Steuerperäquator           | Allmendshofen       | (* 1794 - † 1862); nahm schon am Heckerzug teil; er wurde zu 15 Jahren Zuchthaus verurteilt, flüchtete in die Schweiz und wanderte 1853 in die USA aus, wo er 1862 starb |
| Augenstein, Joseph               | XII.            | Landwirt                   | Bietigheim          | |
| Bauer, Alois                     | VI.             | Bürgermeister              | Bernau              | |
| Berger, Karl Joseph              | XI.             | Bürgermeister              | Bühl                | inaktiv |
| Brentano, Lorenz                 | XIII. + II.     | Jurist/Advokat             | Mannheim            | |
| Bronner, Eduard                  | XVII.           | Arzt                       | Wiesloch            | [ 2 ] |
| Burkhardt, Friedrich             | XIX.            | Arzt                       | Adelsheim           | Bürgermeister |
| Christ, Anton                    | X. + XIII.      | Jurist/Hofgerichtsdirektor | Bruchsal            | inaktiv |
| Dänzer, Karl                     | XV.             | Jurist/cand.jur.           | Odenheim            | |
| Damm, Karl                       | XX.             | Gymnasialdirektor          | Tauberbischofsheim  | Präsident |
| Dietrich, Joseph                 | IV.             | Müller                     | Hilzingen           | Bürgermeister |
| Dittler, Karl                    | XIV.            | Wirt                       | Wilferdingen        | [ 3 ] |
| Dörner, Wilhelm                  | XIV.            | Schullehrer                | Kieselbronn         | |
| Dung, Albert                     | IX.             | Apotheker                  | Kippenheim          | (* 1816 - † 1879); flüchtete zunächst ins Elsass und von dort in die USA. Nach der badischen Amnestie kam er zurück nach Baden-Baden                                     |
| Faller, Alois                    | VII.            | Jurist/Advokat             | Freiburg            | |
| Fickler, Joseph                  | I.              | Redakteur                  | Konstanz            | nahm nicht an den Sitzungen teil, da er in Stuttgart verhaftet wurde |
| Frey, Theodor                    | XIX.            | Weinhändler                | Eberbach            | |
| Ganter, Ferdinand                | II.             | Pfarrer (kath.)            | Meßkirch            | Oberkommissar der provisorischen Regierung im Seekreis |
| Gerwig, Christoph Heinrich Adolf | III.            | Pfarrer (ev.)              | Hornberg            | (* 1812 - † 1862), Leiter der Bürgerschule in Hornberg, Zivilkommissär der provisorischen Regierung in Hornberg                                                          |
| Glaser, Johann Jakob             | V.              | Schullehrer                | Schopfheim          | |
| Goegg, Amand                     | X.              | Finanzbeamter              | Mannheim            | |
| Grieshaber, Franz Michael        | IX.             | Wirt                       | Haslach             | |
| Halter, Georg                    | XV.             | Schullehrer                | Flehingen           | |
| Hecker, Friedrich                | IV.             | Jurist/Advokat             | Mannheim            | nahm nicht an den Sitzungen teil, da er bereits im Amerika im Exil war                                                                                                   |
| Heiß, Friedrich                  | XVIII.          | Schiffer                   | Haßmersheim         | |
| Herre, Christoph                 | XIV.            | Fabrikant                  | Pforzheim           | nahm das Mandat nicht an |
| Heunisch, Karl Friedrich         | VII.            | Jurist/Advokat             | Freiburg            | |
| Hiltmann, Joseph                 | IV.             | Schneidermeister           | Bonndorf            | Altbürgermeister |
| Hoff, Karl Heinrich              | XVI.            | Buchhändler                | Mannheim            | (* 1808 - † 1852) |
| Hoffmann, Karl                   | III.            | Arzt                       | Villingen           | (* 1809 - † 1857); organisierte im März 1848 die Volksversammlungen in Villingen.                                                                                        |
| Hummel, Georg                    | XI.             | Müller                     | Diersheim           | |
| Junghanns, Damian                | XVIII.          | Jurist/Advokat             | Mosbach             | |
| Kammüller, Johann Jakob          | V.              | Müller                     | Kandern             | Altbürgermeister |
| Kiefer, Christian Friedrich      | VIII.           | Fabrikant                  | Emmendingen         | Gemeinderat, wanderte 1849 in die USA aus |
| Kräutler                         | XX.             | Jurist/Advokat             | Tauberbischofsheim  | |
| Kreglinger                       | VIII.           | Posthalter                 | Emmendingen         | inaktiv |
| Landerer, Joseph                 | VII.            | Bürgermeister              | Rotweil             | |
| Lehlbach, Friedrich August       | XVI. + XVII.    | Pfarrer (ev.)              | Heiligkreuzsteinach | |
| Maier, Gallus                    | XVII.           | Arzt                       | Heidelberg          | |
| Mördes, Florian                  | XIX.            | Jurist/Rechtspraktikant    | Mannheim            | Sekretär der Versammlung |
| Müller, Nikolaus                 | XX.             | Buchdrucker                | Wertheim            | |
| Murrmann, Adrian                 | XVI.            | Kaufmann                   | Philippsburg        | |
| Ostermann, Karl                  | III.            | Schullehrer                | Donaueschingen      | |
| Pellisier, Anton                 | XV.             | Jurist/Advokat             | Bruchsal            | Sekretär der Versammlung |
| Peter, Joseph Ignatz             | XIII. und XVII. | Jurist                     | Konstanz            | Justizminister der provisorischen Regierung |
| Räfle, Johann Baptist            | I.              | Kaufmann                   | Salem               | Wurde wegen Hochverrat in Abwesenheit zu acht Jahren Zuchthaus verurteilt, war vorher in die Schweiz geflohen, dann weiter in die USA - New York                         |
| Rauh, Georg                      | XVIII.          | Literat                    | Sinsheim            | |
| Reich, Franz Joseph              | VIII.           | Jurist/Advokat             | Buchholz            | |
| Richter, Franz Joseph            | XI.             | Jurist/Advokat             | Achern              | |
| Ritter, Karl                     | V.              | Soldat                     | Karsau              | nahm nicht an den Sitzungen teil |
| Roder, Johann Baptist            | I.              | Posthalter                 | Meßkirch            | inaktiv |
| Roos, Gustav                     | XI.             | Bürgermeister              | Kehl                | |
| Roos, Leonhard                   | IX.             | Kürschner                  | Lahr                | Leonhard Roos |
| Roßwoog, Robert                  | VIII.           | Arzt                       | Herbolzheim         | |
| Roth, Anton                      | II. Nachwahl    | Wirt                       | Engen               | inaktiv |
| Rotteck, Karl von                | VII.            | Jurist/Advokat             | Freiburg            | Sekretär der Versammlung |
| Scheffelt, Johann Michael        | V.              | Landwirt                   | Steinen             | |
| Schlatter                        | XV.             | Pfarrer (ev.)              | Mühlbach            | Alterspräsident |
| Schneider                        | XII.            | Hauptmann                  | Rastatt             | |
| Sellinger, Franz Joseph          | VI.             | Landwirt                   | Offnadingen         | |
| Söhner, Karl                     | XIX.            | Schullehrer                | Hollerbach          | |
| Stay, Philipp                    | XVIII.          | Schullehrer (ehemaliger)   | Heidelberg          | Redakteur republikanischer Blätter |
| Stehlin, Achaz                   | IX.             | Jurist/Advokat             | Ettenheim           | 2. Vize-Präsident |
| Steinmetz, Karl                  | XIV.            | Literat                    | Durlach             | |
| Struve, Gustav                   | II. Nachwahl    | Advokat                    | Mannheim            | |
| Sturm, Johann Jakob              | VI.             | Bürgermeister              | Zienken             | |
| Thibauth, Philipp Adam           | XIII.           | Wirt                       | Ettlingen           | |
| Thoma, Karl                      | VI.             | Fabrikant                  | Todtnau             | |
| Tiedemann, Heinrich              | XVI.            | Arzt                       | Schwetzingen        | (* 1811, † 1895); ein Bruder von Gustav Tiedemann |
| Volk, Franz                      | X.              | Jurist/cand.jur.           | Offenburg           | |
| Walser, Peter                    | I. + II.        | Schullehrer                | Meßkirch            | |
| Weil, Raphael                    | XII.            | Schullehrer                | Gernsbach           | Ratschreiber von Gernsbach |
| Weishaar, Joseph                 | IV.             | Wirt                       | Lottstetten         | |
| Werner, Maximilian               | X.              | Jurist/Advokat             | Oberkirch           | Vize-Präsident |
| Willmann, Johann Baptist         | II. Nachwahl    | Jurist/Rechtspraktikant    | Pfohren             | inaktiv |
| Wolff, Christoph                 | XII.            | Jurist/Advokat             | Baden-Baden         | Sekretär der Versammlung; zu Wolff |
| Ziegler, Karl Theodor            | XIII. Nachwahl  | Advokat                    | Karlsruhe           | |
| Zimmermann, Philipp              | XX.             | Pfarrer (ev.)              | Schweigern          | |

Die 6 Abgeordneten, die in zwei Wahlbezirken gewählt wurden, mussten in der konstituierenden Sitzung erklären für welchen Wahlbezirk sie die Wahl annehmen – dieser Wahlbezirk ist in der Tabelle an erster Stelle genannt. Von A. Christ lag keine Entscheidung vor, so dass auch keine Nachwahl eingeleitet werden konnte. Die Nachwahl für Lehlbach im XVI. Wahlbezirk (Mannheim) war für den 20. Juni vorgesehen. da Mannheim bereits am 22. Juni von den Preußen eingenommen wurde, wird angenommen, dass die Nachwahl gar nicht mehr stattgefunden hat.
Gustav Struve wurde in einer Nachwahl im Wahlbezirk II am 18. Juni noch in die verfassunggebende Versammlung gewählt. Zudem wurden in Nachwahlen noch drei weitere Personen gewählt, so dass es 78 gewählte Abgeordnete gab.

### Wahlbezirke
Die Wahlbezirke hatten jeweils etwa 70 000 bis 75 000 Einwohner und sind nachfolgend über die zugehörigen Ämter beschrieben.
- I. Bezirk: Meersburg, Überlingen, Salem, Heiligenberg, Pfullendorf, Meßkirch, Stetten, Konstanz
- II. Bezirk: Radolfzell, Stockach, Engen, Hüfingen
- III. Bezirk: Donaueschingen, Neustadt, Villingen, Hornberg, Triberg
- IV. Bezirk: Jestetten, Waldshut, Blumenfeld, Bonndorf, Stühlingen
- V. Bezirk: Schopfheim, Lörrach, Säckingen
- VI. Bezirk: Müllheim, Staufen, Schönau, St. Blasien
- VII. Bezirk: Stadt- und Landamt Freiburg im Breisgau, Breisach
- VIII. Bezirk: Emmendingen, Kenzingen, Waldkirch
- IX. Bezirk: Ettenheim, Lahr, Haslach, Wolfach
- X. Bezirk: Offenburg, Gengenbach, Oberkirch
- XI. Bezirk: Achern, Bühl, Kork, Rheinbischofsheim
- XII. Bezirk: Rastatt, Baden-Baden, Gernsbach
- XIII. Bezirk: Ettlingen, Stadt- und Landamt Karlsruhe
- XIV. Bezirk: Durlach, Pforzheim, Bretten (teilweise)
- XV. Bezirk: Bretten (teilweise), Eppingen, Bruchsal, Philippsburg (teilweise)
- XVI. Bezirk: Mannheim, Schwetzingen, Ladenburg, Philippsburg (teilweise)
- XVII. Bezirk: Heidelberg, Weinheim, Wiesloch
- XVIII. Bezirk: Neckargemünd, Sinsheim, Mosbach, Hoffenheim, Neckarbischofsheim
- XIX. Bezirk: Eberbach, Adelsheim, Buchen, Walldürn, Neudenau
- XX. Bezirk: Tauberbischofsheim, Wertheim, Boxberg, Gerlachsheim, Krautheim